# Укувела (підрозділ окружного секретаріату)
Підрозділ окружного секретаріату Укувела — підрозділ окружного секретаріату округу Матале, Центральна провінція, Шрі-Ланка.